# Hà Lầm
Hà Lầm là một phường thuộc tỉnh Quảng Ninh, Việt Nam.
Phường Hà Lầm có diện tích 4,01 km², dân số năm 1999 là 8751 người, mật độ dân số đạt 2182 người/km².